# (20592) 1999 RV177
A (20592) 1999 RV177 a Naprendszer kisbolygóövében található aszteroida. A LINEAR projekt keretében fedezték fel 1999. szeptember 9-én.